# Delias awongkor
Delias awongkor är en fjärilsart som beskrevs av Van Mastrigt 1989. Delias awongkor ingår i släktet Delias och familjen vitfjärilar. Inga underarter finns listade i Catalogue of Life.